# リトル・ブッダ
『リトル・ブッダ』（Little Buddha）は、1993年に公開された映画。
エンドロールに「フランシス・ブイグ（FRANCIS BOUYGUES）に捧ぐ」と表示されるが、彼は本来なら この作品をプロデュースするはずだった人物である。

## ストーリー
チベットから亡命し、ブータン王国の寺院で仏教の教えを説く高僧ノルブの元に一通の電報が届いた。それは晩年を海外での布教に捧げ、9年前にアメリカで亡くなったノルブの師である高僧ドルジェの生まれ変わりの可能性がある少年が見つかったというものであった。早速アメリカ・シアトルに向かったノルブは少年の自宅を訪ね、両親に渡米の目的を告げる。外から戻ってきたジェシーを一目見るとノルブは席を立つ。ジェシーはシアトルを案内してあげようかと言う。ノルブはジェシーに私たちの「ガイド」になることを期待していると告げると一冊の絵本を手渡した。それはガウタマ・シッダールタの誕生の物語であった。
シアトルにあるチベットセンターを訪れたジェシーはノルブが持参したドルジェの鉢を一目で見つける。ノルブは絵本の続きを読み、青年となったシッダールターが人が生と死の輪廻から逃れられない理不尽さに悩み、城を出て森で修行に入る話を聞かせる。迎えにきたジェシーの父ディーンにノルブはジェシーが本当に生まれ変わりかどうかを確かめるためにブータンに連れて行くことを申し出る。怒ったディーンはジェシーを抱いてチベットセンターを後にする。その帰路、ディーンは自身が設計したビル建設プロジェクトに失敗した親友が自殺したという連絡を受ける。親友の死に動揺するディーンはしばらく仕事を休み、ジェシーと共にブータンへの旅に出ることを妻のリサに告げるのだった。
ネパールに着いた一行はスワヤンブナートを訪れる。ジェシーは門前で雑技を見せる一団の中の少年に出会い、持っていたゲームボーイを貸す。すぐさま打ち解けた2人はカフェで待つノルブの元に行く。するとノルブは少年がもう一人の候補者であるラジュであることを告げ、さらに第3の候補者が現れたと言う。
ラジュを加えた一行はネパール南部の尼寺を訪れる。その尼僧の孫娘であるギータが第3の候補だという。既に仏教を学んでいるギータは高飛車な物言いをするが、3人はすぐに打ち解けた。そしてノルブはシッダールターが森を出て菩提樹の下で悟りを開く話を聞かせる。
ブータンの寺院に戻ったノルブと3人の子供たちは高僧らの面談を受け、さらにシャーマンを呼んで託宣を聞くが、確実な答えが出ない。高僧らは最後はノルブの決断次第だと言う。中庭で待つ3人の子供たち、ノルブは最初にラジュの足元にひれ伏し、再会できて幸栄であると告げる。次にギータの足元にひれ伏し同じ言葉を告げる。最後にジェシーの足元にひれ伏すと同じ言葉を告げ、そして次はあなたが私を見つけるでしょうと言うのであった。3人の出家式典が行われる中、死期を悟ったノルブは瞑想に入り、座したまま息を引き取った。
数カ月後、ブータンの寺院で修行僧となったラジュは風船に載せてノルブの遺灰を風に流す。同じころ尼寺に戻ったギータは巨大な菩提樹に上って遺灰を風に流していた。そしてシアトルに戻ったジェシーは両親と共にボートで沖合に漕ぎ出すとノルブが持ってきたドルジェの鉢に遺灰を入れて海に流す。母のリサのお腹には新しい命が宿っていた。
メインストーリーに並行して、シッダールタ王子（キアヌ・リーブス）の半生記が描かれる。

## スタッフ
- 監督：ベルナルド・ベルトルッチ
- 製作：ジェレミー・トーマス
- 原案：ベルナルド・ベルトルッチ
- 脚本：マーク・ペプロー、ルディ・ワーリッツァー
- 撮影：ヴィットリオ・ストラーロ
- 音楽：坂本龍一
- 美術：ジェームズ・アシュソン
- 編集：ピエトロ・スカラ

## キャスト
※（）は日本語吹き替え
- ラマ僧ノルブ - イン・ルオチェン（小林昭二）
- シッダールタ王子 - キアヌ・リーブス（松橋登）
- ジェシー・コンラッド - アレックス・ヴィーゼンダンガー（湯澤真伍）
- リサ・コンラッド - ブリジット・フォンダ（塩田朋子）
- ディーン・コンラッド - クリス・アイザック（田中秀幸）
- ラジュ - ラジュ・ラル（伊藤隆大）
- ギータ - グラシュマ・マカール・シングー（原麻衣）

※日本語吹替は東芝デジタルフロンティアから発売のVHS・DVDにのみ収録。